# Piacenza Calcio
Piacenza Calcio is een Italiaanse voetbalclub uit Piacenza.
De club werd opgericht in 1919 en speelde eerst in een regionale competitie alvorens in 1935/36 te promoveren naar de Serie C. Na de Tweede Wereldoorlog speelde de club voor het eerst in de Serie B maar kon slechts 2 seizoenen standhouden. In 1956 degradeerde de club verder naar de Serie D. Tot 1964 ging de club op en neer tussen Serie C en D en promoveerde in 1969 terug naar de Serie B.
Na één seizoen werd Piacenza echter weer naar de Serie C verwezen en kon nog één seizoen terugkeren in 1975/76 en twee seizoenen van 1987 tot 1989. In 1991 promoveerde de club opnieuw voor 2 seizoenen maar degradeerde dit keer niet maar stootte door naar de Serie A. In het eerste seizoen speelde de club bijna het hele seizoen in de middenmoot maar degradeerde op de laatste speeldag. Het verblijf in Serie B werd tot één seizoen beperkt en het volgende seizoen kon Piacenza zich net handhaven. Ook het volgende seizoen was een strijd tegen degradatie maar in tegenstelling tot het vorige seizoen waar de club een comfortabele 5 punten voorsprong had op de degradant stond de club nu gelijk met Cagliari en Perugia en speelde een barragewedstrijd om het behoud tegen Cagliari en won die met 3-1.
In 1998/99 werd de club 12de, de hoogste notering ooit. Voor het eerst 3 plaatsen boven degradatie, maar in 2000 was het sprookje gedaan voor de club die allerlaatste eindigde. Ook dit keer kon Piacenza na één seizoen terugkeren en werd opnieuw 12de. Na het seizoen 2002/03 werd de club weer naar de Serie B verwezen. In 2011 degradeerde de club naar de Lega Pro Prima Divisione. Een jaar later volgde het faillissement en de club keerde terug naar de amateurs onder de naam Lupo Piacenza. Daarna herstelde de club zich en heroverde weer verloren gegaan terrein. Momenteel speelt de club in de bovenste regionen van de Serie C.

## Erelijst
- Anglo-Italian Cup

1986
- Serie B

1995
- Serie C

1986/1987, 1990/1991
- Serie D

2015/16

## Eindklasseringen (Grafisch)
- 1971 15e
Serie C
- 1972 14e
Serie C
- 1973 9e
Serie C
- 1974 5e
Serie C
- 1975 1e
Serie C
- 1976 18e
Serie B
- 1977 12e
Serie C
- 1978 4e
Serie C
- 1979 5e
Serie C1
- 1980 9e
Serie C1
- 1981 14e
Serie C1
- 1982 12e
Serie C1
- 1983 15e
Serie C1
- 1984 2e
Serie C2
- 1985 3e
Serie C1
- 1986 3e
Serie C1
- 1987 1e
Serie C1
- 1988 14e
Serie B
- 1989 20e
Serie B
- 1990 8e
Serie C1
- 1991 1e
Serie C1
- 1992 11e
Serie B
- 1993 3e
Serie B
- 1994 15e
Serie A
- 1995 1e
Serie B
- 1996 14e
Serie A
- 1997 14e
Serie A
- 1998 13e
Serie A
- 1999 12e
Serie A
- 2000 18e
Serie A
- 2001 2e
Serie B
- 2002 12e
Serie A
- 2003 16e
Serie A
- 2004 8e
Serie B
- 2005 9e
Serie B
- 2006 11e
Serie B
- 2007 4e
Serie B
- 2008 15e
Serie B
- 2009 10e
Serie B
- 2010 15e
Serie B
- 2011 19e
Serie B
- 2012 17e
Prima Divisione
- 2013 1e
Eccellenza
- 2014 3e
Serie D
- 2015 4e
Serie D
- 2016 1e
Serie D
- 2017 6e
Lega Pro
- 2018 8e
Serie C
- 2019 2e
Serie C
- 2020 7e
Serie C
- 2021 12e
Serie C
- 2022 9e
Serie C
- 2023 20e
Serie C

- Serie A
- Serie B
- Serie C
- Prima Divisione
- Seconda Divisione
- Serie D
- Eccellenza

## Eindklasseringen
| Seizoen | Competitie                          | Niveau | Eindstand | Coppa Italia | Opmerking                                                              |
| ------- | ----------------------------------- | ------ | --------- | ------------ | ---------------------------------------------------------------------- |
| 2000/01 | Serie B                             | II     | 2         | 8e finale    | Ligatopscorer Nicola Caccia: 23                                        |
| 2001/02 | Serie A                             | I      | 12        | 8e finale    | Ligatopscorer ex aequo Dario Hübner: 24                                |
| 2002/03 | Serie A                             | I      | 16        | 8e finale    |                                                                        |
| 2003/04 | Serie B                             | II     | 8         | 3e groep 1   |                                                                        |
| 2004/05 | Serie B                             | II     | 9         | 2e groep 5   |                                                                        |
| 2005/06 | Serie B                             | II     | 11        | 3e ronde     |                                                                        |
| 2006/07 | Serie B                             | II     | 4         | 2e ronde     |                                                                        |
| 2007/08 | Serie B                             | II     | 15        | 3e ronde     |                                                                        |
| 2008/09 | Serie B                             | II     | 10        | 2e ronde     |                                                                        |
| 2009/10 | Serie B                             | II     | 15        | 2e ronde     |                                                                        |
| 2010/11 | Serie B                             | II     | 19        | 3e ronde     | verlies play-out > UC AlbinoLeffe (2-2)                                |
| 2011/12 | Lega Pro Prima Divisione            | III    | 17        | 2e ronde     | verlies play-out > AC Prato; Failliet; Naamswijziging in Lupa Piacenza |
| 2012/13 | Eccellenza Emilia-Romagna, Girone A | VI     | 1         | --           | Naamswijziging in Piacenzo Calcio 1919                                 |
| 2013/14 | Serie D Girone B                    | V      | 3         | --           | halve finale regionale promotieserie                                   |
| 2014/15 | Serie D Girone D                    | IV     | 4         | --           | finale regionale promotieserie                                         |
| 2015/16 | Serie D Girone B                    | IV     | 1         | --           |                                                                        |
| 2016/17 | Lega Pro Girone A                   | III    | 6         | --           | 8e finale promotieserie                                                |
| 2017/18 | Serie C Girone A                    | III    | 8         | --           |                                                                        |
| 2018/19 | Serie C Girone A                    | III    | 2         | 1e ronde     | Finale promotieserie > Trapani Calcio (0-2)                            |
| 2019/20 | Serie C Girone B                    | III    | 7         | 2e ronde     | ziet af van deelname aan promotieserie                                 |
| 2020/21 | Serie C Girone A                    | III    | 12        | 1e ronde     |                                                                        |
| 2021/22 | Serie C Girone A                    | III    | 9         | --           | 1e ronde promotieserie                                                 |
| 2022/23 | Serie C Girone A                    | III    | 20        | --           |                                                                        |
| 2023/24 | Serie D Girone D                    | IV     | .         | --           |                                                                        |

## Bekende (oud-)spelers
- Amauri
- Nicola Caccia
- Isaac Cofie
- Alberto Gilardino
- Sergej Goerenko

- Dario Hübner
- Filippo Inzaghi
- Simone Inzaghi
- Marco Marchionni
- Enzo Maresca

- Radja Nainggolan
- Bogdan Pătraşcu
- Ruggiero Rizzitelli
- Pietro Vierchowod
- Sergio Volpi